# Đăng đàn cung
Dang dan cung fue el himno oficial de la Dinastía Nguyễn, que reinó Vietnam entre 1802 y 1945. Su letra fue escrita por J.B. Chaigneu por encargo del emperador Gia Long. 

## Letra
I
Dậy dậy dậy mở mắt xem toàn châu
Đèn khai hóa rạng khắp hoàn cầu
Ngọn đưng thông thương ngàn dặm
Xe tàu điện, tàu nước,tàu bay
Ngh" khôn khéo chạy khắp phương trời
Càng ngày văn minh càng rộng tranh cạnh lợi quyền
Đất càng ngày càng rộng, dân giàu nước mạnh
Nước càng ngày càng thịnh, của có thêm người khôn.
II
Người Nam Quốc một giống Tiên Rồng
Thiệt giòng giai nhân tái tử, xưa rày gọi là nước tài ba
Ngàn năm văn hiến, nặn đúc anh hùng
Sẵn tài thông minh trí dựng, thêm nghiệp học hành
Học càng ngày càng tiến, nghề nghiệp mở rộng
Nước càng giàu càng mạnh, nòi giống thêm vẻ vang
III
Này Âu Á, gặp lúc phong trào,
Sẵn thấy gia công rèn tập, trăm nghề nghiệp đều biết đều hay
Đưng tiến hóa chạt suốt Tam Kỳ
Càng ngày non sông càng đẹp, cám ơn b tri.
Chúc Đại Pháp bình an, nước nhà thịnh trị
Chúc Nam Việt vạn tuế, trưng thọ vô cương.